# Синдром Дауна
Синдро́м Да́уна (трисоми́я по хромосоме 21) — хромосомная болезнь, чаще всего вызванная тем, что хромосомы 21-й пары представлены тремя копиями вместо нормальных двух. Существует ещё две формы этого синдрома: транслокация хромосомы 21 на другие хромосомы (чаще — на 15, реже — на 14, ещё реже — на 21, 22 и Y-хромосому) — 4 % случаев, и мозаичный вариант синдрома — 5 %.
Когнитивные и физические проявления варьируются от лёгких до тяжёлых.
Синдром назван в честь английского врача Джона Дауна, впервые описавшего его в 1866 году. Связь между происхождением врождённого синдрома и изменением количества хромосом была выявлена только в 1959 году французским генетиком Жеромом Леженом.
Слово «синдром» означает набор признаков или характерных черт. При употреблении этого термина предпочтительнее форма «синдром Дауна», а не «болезнь Дауна».
Родители ребёнка с синдромом Дауна обычно генетически нормальны, дополнительная хромосома может привноситься спермой или яйцеклеткой. Вероятность синдрома возрастает в зависимости от возраста матери — с менее чем 0,1 % в 20-летнем возрасте до 3 % в 45-летнем — и отца.
Первый Международный день человека с синдромом Дауна был проведён 21 марта 2006 года по инициативе греческого генетика Стилианоса Антонаракиса из Женевского университета. День и месяц были выбраны в соответствии с номером пары и количеством хромосом.

## История

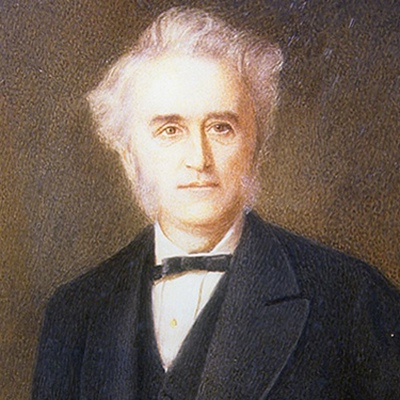
Джон Лэнгдон Даун

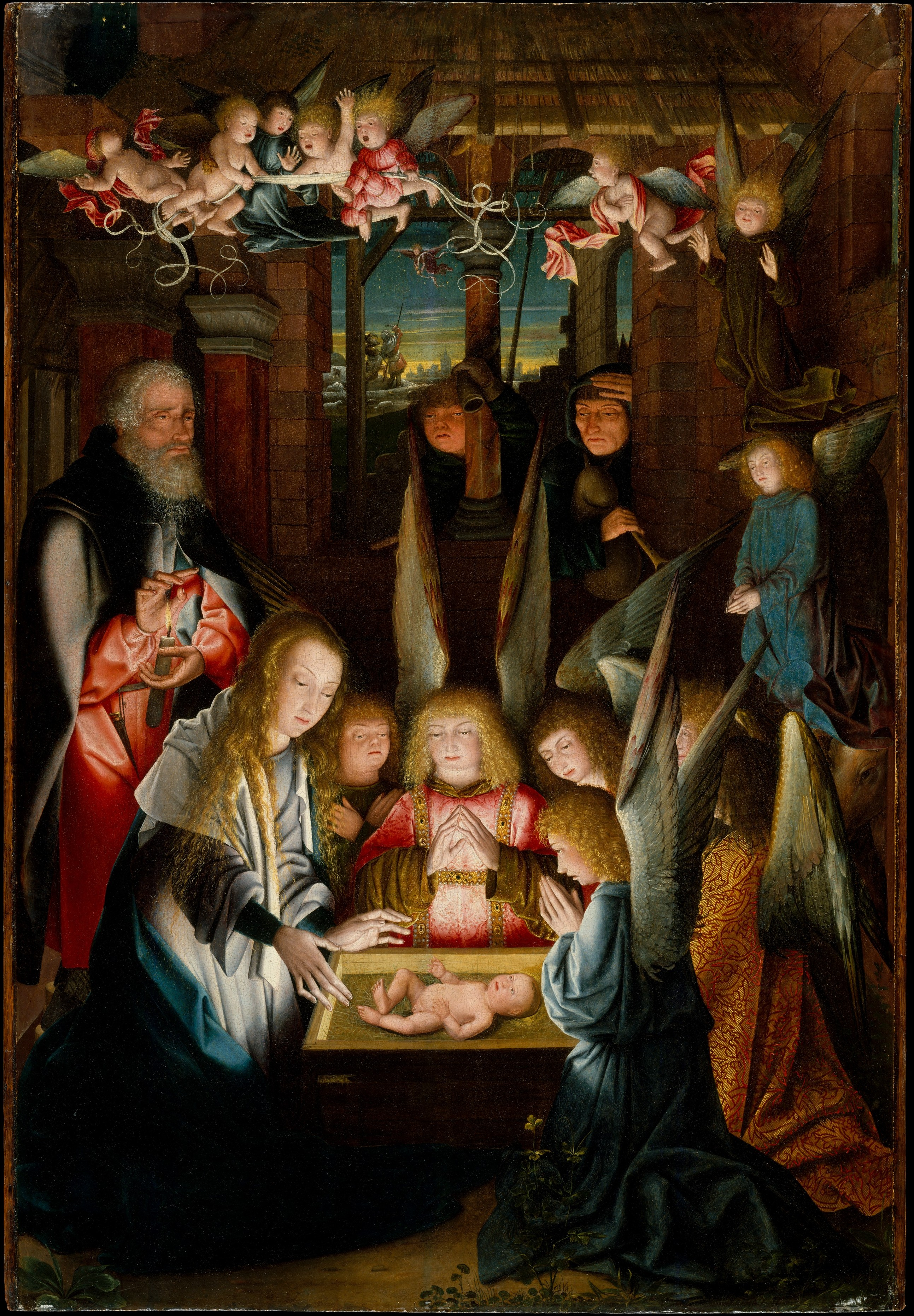
Левитас и Рид предположили, что на этой ранней нидерландской картине, «Поклонение Младенцу Христу», человек с синдромом Дауна изображён в виде одного из ангелов

Английский врач Джон Лэнгдон Даун первый в 1862 году описал и охарактеризовал синдром, впоследствии названный его именем, как форму психического расстройства. Широко известным понятие стало после опубликования им доклада на эту тему в 1866 году. Из-за эпикантуса Даун использовал термин монголоиды (синдром же называли «монголизмом»). Представление о синдроме Дауна было очень привязано к расизму вплоть до 1970-х годов.
Мэте Риволла из Университета Бордо обнаружила в некрополе возле церкви в Шалон-сюр-Сон останки ребёнка с характерными для синдрома Дауна аномалиями, жившего около 1500 лет назад, что является самым древним известным случаем синдрома Дауна. Она отметила, что характер захоронения никак не отличался от остальных, а значит люди с синдромом, скорее всего, не подвергались социальной стигматизации. Джон Старбак из Университета Индианы, изучая статуэтку тольтеков, предположил, что она изображает человека с синдромом Дауна.
В XX веке синдром Дауна стал достаточно распространённым диагнозом. Люди с синдромом Дауна наблюдались, но только малая часть симптомов могла быть купирована. Большинство лиц с синдромом Дауна умирали младенцами или детьми. После возникновения евгенического движения в 33 из 48 американских штатов и в ряде других стран начали программы по принудительной стерилизации лиц с синдромом Дауна и сопоставимыми степенями инвалидности. Это также входило в программу Т-4 в нацистской Германии. Судебные проблемы, научные достижения и протесты со стороны общества привели к отменам таких программ в течение десятилетия после окончания Второй мировой войны.
До середины XX века причины синдрома Дауна оставались неизвестными, однако была известна взаимосвязь между вероятностью рождения ребёнка с синдромом Дауна и возрастом матери, также было известно то, что синдрому были подвержены все расы. Существовала теория о том, что синдром вызван сочетанием генетических и наследственных факторов. Другие теории гласили, что он вызван травмами во время родов.
С открытием в 1950-х годах технологий, позволяющих изучать кариотип, стало возможно определить аномалии хромосом, их количество и форму. В 1959 году Жером Лежен обнаружил, что синдром Дауна возникает из-за трисомии 21-й хромосомы.
В 1961 году восемнадцать генетиков написали редактору «The Lancet», что термин «монгольский идиотизм» вводит в заблуждение и должен быть заменён. «The Lancet» поддерживает название «синдром Дауна». Всемирная организация здравоохранения (ВОЗ) официально убрала название «монголизм» в 1965 году после обращения монгольских делегатов. Однако даже 40 лет спустя название «монголизм» появляется в ведущих медицинских пособиях, например в «Повсеместных и систематических патологиях» 4-го издания (2004) под редакцией профессора сэра Джеймса Андервуда. Защитники прав лиц с синдромом Дауна и родители приветствовали ликвидацию монголоидного ярлыка, повешенного на их детей. Первая группа в США, Монголоидный Совет Развития, изменила своё название на «Национальная ассоциация синдрома Дауна» в 1972 году.
В 1975 году Национальный институт здравоохранения США провёл конференцию по стандартизации номенклатуры. Они рекомендовали прекратить использовать притяжательную форму "Down's syndrome", а использовать только название "Down syndrome" (оба варианта переводятся на русский язык как «синдром Дауна»):

Требуется прекратить использование притяжательной формы по отношении к эпониму, так как первооткрыватель не страдал от данного расстройства.

Несмотря на это, оба варианта названия до сих пор используются в англоязычных странах.

## Эпидемиология

График показывает вероятность возникновения синдрома Дауна в зависимости от возраста матери

Синдром Дауна не является редкой патологией — в среднем наблюдается один случай на 700 родов; в данный момент благодаря пренатальной диагностике частота рождения детей с синдромом Дауна уменьшилась до одного на 1100 родов (так как узнавшие о заболевании плода прибегают к абортам). У обоих полов аномалия встречается с одинаковой частотой.
Частота рождений детей с синдромом Дауна 1 на 800 или 1000. В 2006 году Центр по контролю и профилактике заболеваний оценил её как один на 733 живорождённых в США (5429 новых случаев в год). Около 95 % из них по трисомии 21-й хромосомы. Синдром Дауна встречается во всех этнических группах и среди всех экономических классов.
Возраст матери влияет на шансы зачатия ребёнка с синдромом Дауна. Если матери от 20 до 24 лет, вероятность этого 1 к 1562, до 30 лет — 1 к 1000, от 35 до 39 лет — 1 к 214, а в возрасте старше 45, вероятность 1 к 19. Хоть вероятность и увеличивается с возрастом матери, 80 % детей с данным синдромом рождаются у женщин в возрасте до 35 лет. Это объясняется более высокой рождаемостью в данной возрастной группе. По последним данным отцовский возраст, особенно если старше 42 лет, также увеличивает риск синдрома.
Современные исследования (по состоянию на 2008 год) показали, что синдром Дауна обусловлен также случайными событиями в процессе формирования половых клеток и/или беременности. Поведение родителей и факторы окружающей среды на это никак не влияют.
В январе 1987 года (примерно через 9 месяцев после аварии на ЧАЭС в соседней УССР) в Белорусской ССР было зарегистрировано необычно большое число случаев синдрома Дауна, однако последующей тенденции к увеличению заболеваемости не наблюдалось. Ожидаемая продолжительность жизни в развитых странах составляет от 50 до 60 лет при надлежащем медицинском обслуживании.

## Патофизиология

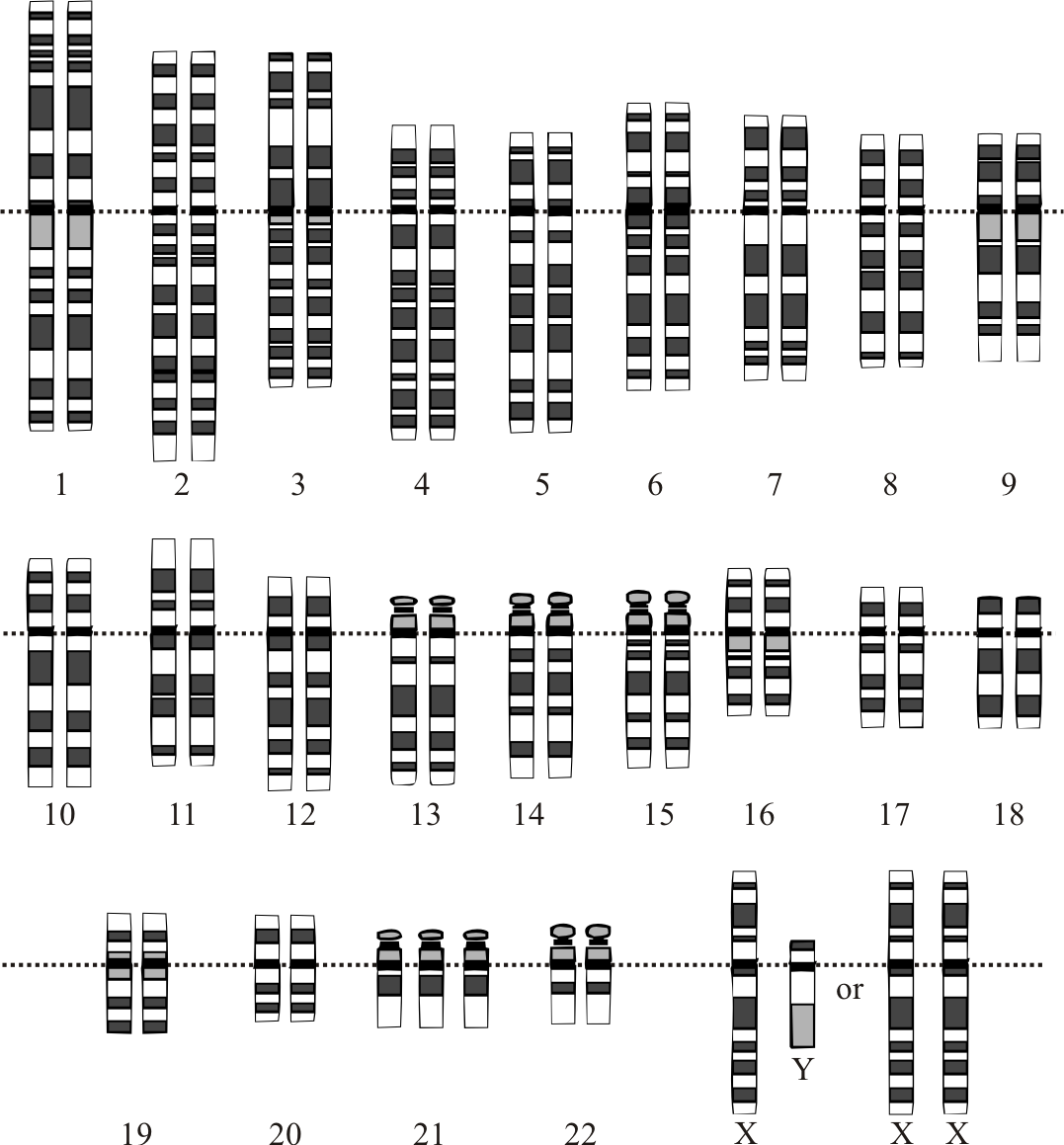
Кариотип (хромосомный набор) человека с синдромом Дауна. В 21-й паре три хромосомы вместо двух

Синдром Дауна — хромосомная патология, характеризующаяся наличием дополнительных копий генетического материала 21-й хромосомы, либо целой хромосомы (трисомия), либо её участков (например, за счёт транслокации). Последствия от наличия дополнительной копии сильно различаются в зависимости от количества дополнительного генетического материала, генетического окружения и чистой случайности. Синдром Дауна встречается как у людей, так и у других видов (например, был обнаружен у обезьян и мышей). В 2005 году британские исследователи получили анеуплоидных трансгенных мышей с наличием 21-й человеческой хромосомы в дополнение к стандартному набору мышей. Нормальный человеческий кариотип содержит 46 хромосом и обозначается 46,XY у мужчин и 46,XX у женщин, в то время как у носителей синдрома Дауна с трисомией по 21-й хромосоме кариотип содержит 47 хромосом.

### Трисомия
Трисомия — это наличие трёх гомологичных хромосом вместо пары в норме.
Риск рождения ребёнка с синдромом Дауна и другими численными хромосомными аномалиями растёт с возрастом матери. Точная причина этого неизвестна, но, по-видимому, она связана с возрастом яйцеклеток матери.
Трисомия происходит из-за нерасхождения хромосом во время мейоза, в результате чего возникает гамета с 24 хромосомами. При слиянии с нормальной гаметой противоположного пола образуется зигота с 47 хромосомами, а не 46, как без трисомии.
Трисомия 21-й хромосомы в примерно 88 % случаев возникает из-за нерасхождения хромосом в материнской гамете, в 8 % — в отцовской, в 3 % случаев развивается после слияния гамет.

### Мозаицизм
Трисомия обычно вызвана нерасхождением хромосом при формировании половых клеток родителя (гамет), в этом случае все клетки организма ребёнка будут нести аномалию. При мозаицизме же нерасхождение возникает в клетке зародыша на ранних стадиях его развития, в результате чего нарушение кариотипа затрагивает только некоторые ткани и органы. Данный вариант развития синдрома Дауна называется «мозаичный синдром Дауна» (46, XX/47, XX, 21). Данная форма синдрома является, как правило, более лёгкой (в зависимости от обширности изменённых тканей и их расположения в организме), однако более трудна для пренатальной диагностики.
По данному типу синдром появляется в 1—2 % случаев.

### Робертсоновские транслокации
Дополнительный материал 21-й хромосомы, вызывающий синдром Дауна, может появиться вследствие наличия робертсоновской транслокации в кариотипе одного из родителей. В данном случае длинное плечо 21-й хромосомы прикреплено к плечу другой хромосомы (чаще всего 14-й [45, XX, der (14; 21) (q10; q10)]). Фенотип у человека с робертсоновскими транслокациями соответствует норме. Во время репродукции нормальный мейоз повышает шанс на трисомию 21-й хромосомы и рождения ребёнка с синдромом Дауна. Транслокации с синдромом Дауна часто называют семейный синдром Дауна. Эта форма не зависит от возраста матери. Данный тип появления синдрома занимает 2—3 % от всех случаев.

### Дупликация части хромосомы 21
Очень редко участки 21-й хромосомы могут быть удвоены в результате хромосомной перестройки. При этом возникают дополнительные копии некоторых, но не всех генов из 21-й хромосомы. Если продублируются фрагменты, обусловливающие физические и психологические проявления синдрома Дауна, то ребёнок родится с этим синдромом. Такие хромосомные перестройки происходят крайне редко, и не существует оценки периодичности данного явления.

### Формы синдрома Дауна
Примерно в 91 % случаев возникает ненаследственный вариант синдрома — простая полная трисомия 21 хромосомы, обусловленная нерасхождением хромосом во время мейоза. Примерно у 5 % людей с синдромом Дауна наблюдается мозаицизм (не все клетки содержат лишнюю хромосому). В остальных случаях синдром вызван спорадической или наследуемой транслокацией 21-й хромосомы. Как правило, такие транслокации возникают в результате слияния центромеры 21-й хромосомы и другой акроцентрической хромосомы. Фенотип больных определяется трисомией 21q22. Повторный риск рождения ребёнка с синдромом Дауна у родителей с нормальным кариотипом составляет около 1 % при обычной трисомии у ребёнка.
Информация об этих редких формах значима для родителей, так как риск рождения других детей с синдромом Дауна различен при разных формах. Однако для понимания развития детей эти различия не так важны. Хотя профессионалы склонны считать, что дети с мозаичной формой синдрома Дауна отстают в развитии меньше детей с другими формами этого синдрома, достаточно убедительных сравнительных исследований на эту тему пока нет.

## Дородовая диагностика

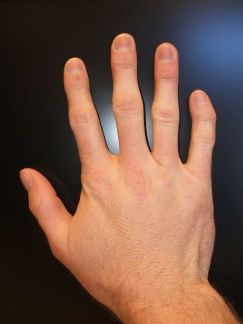
Клинодактилия

### Пренатальная диагностика в России
В России беременные женщины в числе прочих исследований проходят скрининг на предмет вероятности рождения ребёнка с синдромом Дауна, с другими анеуплоидиями (синдромы Эдвардса, Патау, Тёрнера и т. д.) и с дефектом развития нервной трубки (расщепление позвоночника, называемое Spina bifida).

#### Комбинированный тройной тест первого триместра беременности
При сроке беременности от 11 до 14 недель беременная женщина направляется в медицинскую организацию, осуществляющую экспертный уровень пренатальной диагностики, для проведения комплексной пренатальной (дородовой) диагностики нарушений развития ребёнка, включающей УЗИ врачами-специалистами, прошедшими специальную подготовку и имеющими допуск на проведение ультразвукового скринингового обследования в I триместре, и определение материнских сывороточных маркёров с последующим программным комплексным расчётом индивидуального риска рождения ребёнка с хромосомной патологией.
Расчёт риска производится по трём показателям, с учётом возраста женщины:
- количество ассоциированного с беременностью плазменного протеина А (pregnancy associated plasma protein-A, РАРР-А);
- количество свободной β-субъединицы хорионического гонадотропина человека (β-ХГЧ);
- ультразвуковые признаки (увеличение объёма жидкости в воротниковом пространствае, укорочение костей носа, укорочение костей голени, изменение структур мозга и другие).

Перечисленные методы не позволяют поставить точный диагноз, и в результате проведённого скрининга лишь формируется группа риска беременных с повышенной (индивидуальный риск 1/100 и выше) вероятностью рождения больного синдромом Дауна. На втором этапе в группе риска проводится инвазивная процедура для получения плодного материала, необходимого для точного проведения анализа на синдром Дауна. В зависимости от срока беременности это может быть биопсия ворсин хориона (8—12 недели), амниоцентез (14—18 недели) или кордоцентез (на более поздних сроках). В полученных образцах ткани плода проводится определение хромосомного набора.
В случае постановки диагноза хромосомных нарушений и врождённых аномалий (пороков развития) у плода с неблагоприятным прогнозом для жизни и здоровья ребёнка после рождения прерывание беременности по медицинским показаниям проводится независимо от срока беременности по решению перинатального консилиума врачей после получения информированного добровольного согласия беременной женщины.

#### Тройной тест второго триместра беременности
При сроке беременности от 16 до 18 недель производится биохимическое исследование исследование крови женщины, при котором оцениваются следующие показатели:
- количество α-фетопротеина (альфа-ФП);
- количество свободной β-субъединицы хорионического гормона человека (бета-ХГЧ);
- количество эстриола свободного.

При сроке беременности от 18 до 21 недели беременная женщина направляется в медицинскую организацию, осуществляющую пренатальную диагностику, в целях проведения УЗИ для исключения поздно манифестирующих врождённых аномалий развития плода.
В третьем триместре, при сроке беременности от 30 до 34 недель УЗИ проводится по месту наблюдения беременной женщины.

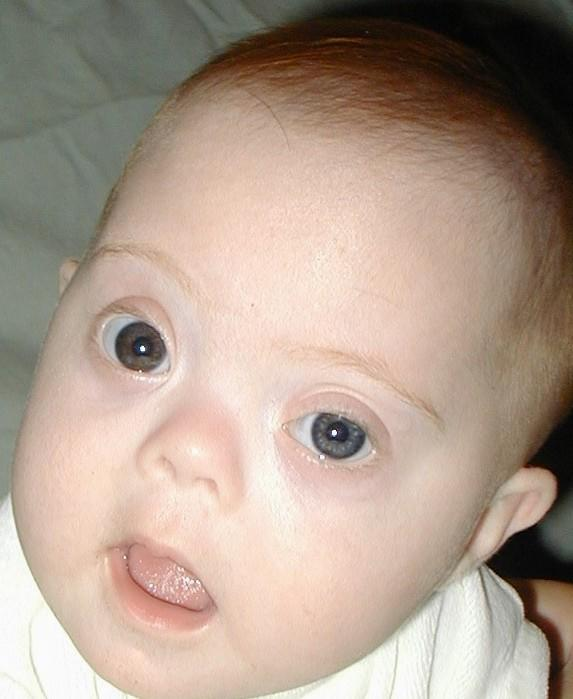
Ребёнок с характерными чертами, присущими синдрому Дауна (эпикантус, плоское лицо, открытый рот, увеличенный язык, маленький нос и т. д.)

### Общие сведения о пренатальной диагностике
Амниоцентез и биопсия хориона считаются инвазивными обследованиями, так как при них в матку женщины вводят различные инструменты, что несёт в себе некоторый риск повреждения стенки матки, плода или даже выкидыша. Существует несколько неинвазивных обследований, которые делятся на две категории: пренатальная скрининговая программа и пренатальная диагностика основных трисомий. Главным отличием является результат, в первом случае результат выражен риском, во втором диагнозом. Относительно скрининг-тестов диагностика основных трисомий — это новый метод неинвазивного обследования, основанный на полногеномном секвенировании ДНК плода, свободно циркулирующей в материнской крови. Неинвазивная диагностика основных трисомий в сравнении с инвазивными методами диагностики более достоверная, так как инвазивная методика сопровождается механической работой врача-генетика, в которой может быть допущена ошибка, поэтому достоверность инвазивных методов составляет 90 %. Новая технология — неинвазивное исследование основных трисомий выполняется при помощи секвенаторов последнего поколения и последующего математического анализа, что приводит к высокой достоверности — 99,9 %. Однако современный способ обследования позволяет выявить хромосомные аномалии только основных, то есть часто встречаемых заболеваний новорождённых (в процентном выражении обследуемые хромосомы встречаются в 95 % от всех патологий), тогда когда инвазивные методы позволяют выявить 99 % патологии.
Первая неинвазивная диагностика основных трисомий была разработана компанией Sequenom в октябре 2011 и названа MaterniT21 PLUS, она способна детектировать синдромы Дауна, Патау, Эдвардса на основе ДНК плода в материнской крови в 209 из 212 случаев (98,6 %). Следом в США появились тесты компаний Verinata, поглощённой компанией Illumina в январе 2013 года, Ariosa Diagnostics и Natera. Наряду с лабораториями в США российскими учёными в 2012 году был разработан и клинически апробирован ДОТ-тест с чувствительностью метода 99,7 %. Также был выпущен тест в Китае генетической компанией BGI. Международное общество пренатальной диагностики полагает, что этот современный тест может быть использован, вместе с генетическим консультированием, в случаях, когда существующие стратегии скрининга показывают у плода высокий риск развития синдрома.

## Послеродовая диагностика

### Характерные черты, обычно сопутствующие синдрому Дауна
Обычно синдрому Дауна сопутствуют следующие внешние признаки (согласно данным из брошюры центра «Даунсайд Ап»):
- «плоское лицо» — 90 %
- брахицефалия (аномальное укорочение черепа) — 81 %
- кожная складка на шее у новорожденных — 81 %
- эпикантус (вертикальная кожная складка, прикрывающая медиальный угол глазной щели) — 80 %
- гиперподвижность суставов — 80 %
- мышечная гипотония — 80 %
- плоский затылок — 78 %
- короткие конечности — 70 %
- брахимезофалангия (укорочение всех пальцев за счёт недоразвития средних фаланг) — 70 %
- катаракта в возрасте старше 8 лет — 66 %
- открытый рот (в связи с низким тонусом мышц и особым строением нёба) — 65 %
- зубные аномалии — 65 %
- клинодактилия 5-го пальца (искривлённый мизинец) — 60 %
- аркообразное нёбо — 58 %
- плоская переносица — 52 %
- бороздчатый язык — 50 %
- поперечная ладонная складка (называемая также «обезьяньей») — 45 %
- короткая широкая шея — 45 %
- ВПС (врождённый порок сердца) — 40 %
- короткий нос — 40 %
- страбизм (косоглазие) — 29 %
- деформация грудной клетки, килевидная или воронкообразная — 27 %
- пигментные пятна по краю радужки (пятна Брушфильда) — 19 %
- эписиндром — 8 %
- стеноз или атрезия двенадцатиперстной кишки — 8 %
- врождённый лейкоз — 8 %.

Точная диагностика возможна на основании анализа крови на кариотип. На основании исключительно внешних признаков постановка диагноза невозможна.

### Этическая сторона
В 2002 году было выявлено, что 91—93 % беременностей в Великобритании и Европе с диагнозом ребёнка «синдромом Дауна» были прерваны. Также было показано, что с 1989 до 2006 года доля женщин, решивших прервать беременность после пренатальной диагностики синдрома Дауна, оставалась постоянной на уровне около 92 %. Некоторые врачи и специалисты по этике обеспокоены этическими последствиями этого.
Медицинский специалист по этике Рональд Грин утверждает, что родители должны избавить своё потомство от «генетического вреда». Клэр Райнер, руководитель Ассоциации синдрома Дауна, высказывается за пренатальную диагностику и прекращение беременности матерями при уверенности в рождении ребёнка с таким синдромом:

К сожалению, заботиться о людях с такими отклонениями слишком дорого в отношении человеческих усилий, сострадания, энергии и прочих ресурсов, в том числе денег… Люди, у которых ещё нет детей, должны задаться вопросом, имеют ли они право возлагать на других такое бремя, пусть даже сами они намерены нести свою часть этого бремени.

Другие медики и специалисты по этике озабочены высоким уровнем абортов, связанных с синдромом Дауна. К примеру, консервативный журналист Джордж Уилл назвал это положение «евгеникой через аборты». Питер Сингер утверждает:

Ни гемофилия, ни синдром Дауна не настолько ужасны для самих больных, чтобы сделать их жизнь безрадостной. Прекращать беременность при выявлении подобного синдрома — с намерением родить потом другого, здорового ребёнка, — значит расценивать плод как нечто заменяемое. Если мать заранее решила родить определённое количество детей, скажем, двоих, то, в сущности, она отказывается от одного возможного ребёнка в пользу другого. В свою защиту она может сказать: потеря жизни абортированного плода перевешивается жизнью здорового ребёнка, который будет зачат только в том случае, если неполноценный ребёнок не родится.

## Перспективы развития ребёнка/взрослого с синдромом Дауна

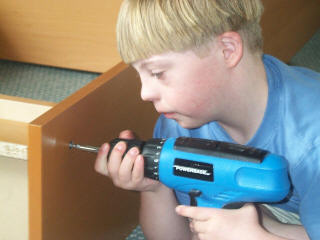
Ребёнок с синдромом Дауна

Степень проявления задержки умственного и речевого развития зависит как от врождённых факторов, так и от занятий с ребёнком. Умственная отсталость у лиц с синдромом Дауна обычно тяжёлая: в 5 % случаев наблюдается дебильность, в 75 % — имбецильность, в 20 % — идиотия. Дети с синдромом Дауна обучаемы (за исключением лиц с идиотией). Занятия с ними по специальным методикам, учитывающим особенности их развития и восприятия, обычно приводят к неплохим результатам.

Наличие дополнительной хромосомы обуславливает появление ряда физиологических особенностей, вследствие которых ребёнок будет медленнее развиваться и несколько позже своих ровесников проходить общие для всех детей этапы развития. Малышу будет труднее учиться, и всё же большинство детей с синдромом Дауна могут научиться ходить, говорить, читать, писать и вообще делать большую часть того, что умеют делать другие дети.
— Материалы фонда «Даунсайд Ап»
На сегодняшний день продолжительность жизни взрослых с синдромом Дауна увеличилась и составляет более 50 лет. Многие люди с данным синдромом вступают в браки. У мужчин наблюдается ограниченное число сперматозоидов, большинство мужчин с синдромом Дауна бесплодны. У женщин наблюдаются регулярные месячные. По крайней мере 50 % женщин с синдромом Дауна могут иметь детей. 35—50 % детей, рождённых от матерей с синдромом Дауна, рождаются с синдромом Дауна или другими отклонениями.
Имеются данные, что у лиц с синдромом Дауна реже развиваются раковые опухоли. Тем не менее люди с синдромом Дауна намного чаще обычных страдают от кардиологических заболеваний (обычно это врождённые пороки сердца), болезни Альцгеймера, острых миелоидных лейкозов. У людей с синдромом Дауна ослаблен иммунитет, поэтому дети (особенно в раннем возрасте) часто болеют пневмониями, тяжело переносят детские инфекции. У них нередко отмечаются нарушения пищеварения.

### Когнитивное развитие
Когнитивное развитие детей с синдромом Дауна в разных случаях сильно различается. На данный момент невозможно до рождения определить, как хорошо ребёнок будет обучаться и развиваться физически. Определение оптимальных методов проводится после рождения при помощи раннего вмешательства. Так как дети имеют широкий спектр возможностей, их успех в школе по стандартной программе обучения может сильно варьироваться. Проблемы в обучении, присутствующие у детей с синдромом Дауна, могут встречаться и у здоровых, поэтому родители могут попробовать использовать общую программу обучения, преподаваемую в школах.
В большинстве случаев у детей есть проблемы с речью. Между пониманием слова и его воспроизведением проходит некоторая задержка. Поэтому родителям рекомендуется водить ребёнка на обучение к логопеду. Мелкая моторика задерживается в развитии и значительно отстаёт от других двигательных качеств. Некоторые дети могут начать ходить уже в два года, а некоторые только на 4-м году после рождения. Обычно назначают физиотерапию, чтобы ускорить этот процесс.
Часто скорость развития речи и коммуникативных навыков задерживается и помогает выявить проблемы со слухом. Если они присутствуют, то при помощи раннего вмешательства это лечат либо назначают слуховые аппараты.
Детей с синдромом Дауна, обучающихся в школе, обычно распределяют по классам по-особенному. Это обусловлено пониженной обучаемостью детей, страдающих синдромом Дауна, и очень вероятным отставанием их от сверстников. Требования в науках, искусстве, истории и других предметах могут быть для таких детей недостижимыми или достигнуты значительно позже обычного, по этой причине распределение положительно влияет на обучение, давая детям шанс. В некоторых европейских странах, как Германия и Дания, существует система «двух учителей», в которой второй учитель берёт на себя детей с коммуникационными проблемами и умственной отсталостью, однако это происходит в пределах одного класса, что препятствует увеличению умственного разрыва между детьми и помогает ребёнку развивать коммуникативные способности ещё и самостоятельно.
Как альтернатива методу «двух учителей» существует программа сотрудничества специальных и общеобразовательных школ. Суть этой программы заключается в том, что основные занятия для отстающих детей проводятся в отдельных классах, чтобы не отвлекать остальных учеников, а различные мероприятия, такие как прогулки, занятия искусством, спортом, перемены и перерывы на питание, проводятся совместно.
Известны случаи получения людьми с синдромом Дауна университетского образования (Пабло Пинеда, Айа Ивамото, Богдан Кравчук). В 2023 году Мар Гальсеран стала первым человеком с синдромом Дауна в Испании, избранным в региональный парламент.

## Прогноз продолжительности жизни
Высокие риски заболеваемости обуславливают то, что средняя продолжительность жизни людей с синдромом Дауна несколько короче продолжительности жизни людей со стандартным набором хромосом.
По данным клиники Мейо, средняя продолжительность жизни человека с синдромом Дауна составляет более 60 лет.

Смертность от синдрома Дауна на миллион человек в 2012 году
0
1
2
3
4
5
6
7–8
9–16

От 5 до 15 % детей с синдромом Дауна в Швеции посещают обычную школу. Некоторые заканчивают среднюю школу, однако большинство этого не делает. Из числа лиц с умственной отсталостью в Соединённых Штатах, которые посещали среднюю школу, около 40 % окончили ее. Многие учатся читать и писать, а некоторые могут выполнять оплачиваемую работу. Во взрослом возрасте около 20 % жителей Соединённых Штатов выполняют оплачиваемую работу в том или ином качестве. Однако в Швеции менее 1 % имеют постоянную работу. Многие способны жить полунезависимо, но им часто требуется помощь в финансовых, медицинских и юридических вопросах. У людей с мозаичным синдромом Дауна обычно лучшие результаты.
Люди с синдромом Дауна имеют более высокий риск ранней смерти, чем население в целом. Чаще всего это происходит из-за проблем с сердцем или инфекциями. После улучшения медицинского обслуживания, особенно при заболеваниях сердца и желудочно-кишечного тракта, ожидаемая продолжительность жизни увеличилась. Это увеличение произошло по сравнению с 12 годами в 1912 году до 25 лет в 1980-х годах, до 50—60 лет в развитых странах в 2000-х годах. Данные, собранные в период с 1985 по 2003 год, показали, что от 4 до 12 % младенцев с синдромом Дауна умирают на первом году жизни. Вероятность долгосрочной выживаемости частично определяется наличием проблем с сердцем. Исследования, проведённые на рубеже веков, показали, что 60 % людей с врождёнными пороками сердца доживали по крайней мере до 10 лет, а 50 % — по крайней мере до 30 лет. В ходе исследования не удалось отследить дальнейшее старение после 30 лет. Из тех, у кого не было проблем с сердцем, 85 % обследованных дожили по крайней мере до 10 лет, а 80 % дожили по крайней мере до 30 лет. Подсчитано, что в начале 2000-х годов 10 % из них доживали до 70 лет. Большая часть этих данных устарела, а ожидаемая продолжительность жизни резко возросла благодаря более справедливому медицинскому обслуживанию и постоянному совершенствованию хирургической практики.

## Вакцинация
Синдром Дауна, «перинатальная энцефалопатия», детский церебральный паралич и другие стабильные неврологические состояния не являются противопоказанием для вакцинации.

## Роль генаXistв экспериментальном предотвращении синдрома Дауна
В июле 2013 года появились сообщения со ссылкой на оригинальную публикацию в журнале Nature об in vitro-эксперименте американских исследователей с медицинского факультета Университета штата Массачусетс под руководством Джин Лоренс.
В ходе эксперимента ген Xist, ответственный за инактивацию X-хромосомы, был перенесён на 21-ю хромосому плюрипотентных стволовых клеток с трисомией по 21-й хромосоме. Таким образом удалось заблокировать лишнюю, третью копию 21-й хромосомы. Утверждается, что её блокировка сможет в будущем предотвращать развитие синдрома Дауна.

## Удаление лишней хромосомы
В 2025 году японские учёные разработали метод удаления лишней хромосомы при помощи системы CRISPR/Cas9, которая использует ферменты для поиска определенных последовательностей ДНК и при обнаружении совпадений может устранять цепочки генетического материала. В случае с синдромом Дауна специалисты разработали направляющие молекулы CRISPR, направленные исключительно на трисомию 21. В результате эксперимента на клеточных культурах после удаления лишней хромосомы экспрессия генов в культивируемых клетках нормализовалась, связанные с развитием нервной системы гены стали более активными, а отвечающие за метаболизм замедлили свою работу. При этом рост исправленных клеток ускорился, а время их деления сократилось по сравнению с необработанными образцами. Учёные также провели удачные эксперименты на фибробластах кожи, взятых у людей с синдромом Дауна. Однако методика пока не может использоваться на людях и требует доработки, так как  CRISPR может воздействовать и на здоровые клетки.

## Другие гоминиды
Синдром Дауна может возникнуть и у других гоминид, кроме человека. У человекообразных обезьян хромосома, трисомия которой вызывает этот синдром, называется не 21-й, а 22-й (в связи с тем, что у человека две предковых хромосомы слились в одну, известную как 2-я хромосома). Трисомия по 22-й хромосоме наблюдалась у обыкновенного шимпанзе в 1969 году и борнейского орангутана в 1979 году. Оба они жили недолго. Самка обыкновенного шимпанзе Канако (родившаяся в 1992 году в Японии) стала самым долгоживущим известным шимпанзе с этим синдромом. У Канако есть некоторые симптомы, характерные для синдрома Дауна у человека. Неизвестно, насколько распространено это заболевание у шимпанзе, но вполне вероятно, что оно может быть примерно так же распространено, как синдром Дауна у людей.